# Divlja mačka (Veliki Blek)
Divlja mačka je epizoda serijala Veliki Blek obјavljena u Lunov magnus stripu #1018. Sveska je u Srbiji objavljena 4. jula 2023. Koštala je 330 dinara (2,8 €, 3 $). Epizoda je imala 60 strana. Izdavač јe bio Golkonda iz Beograda. Tiraž ove sveske bio je 3.000 primeraka. U drugom delu sveske nalazio se 1. deo epziode francuskog crtača Velikog Bleka Andre Amurika pod nazivom "Munje i kipovi" (str. 63-96).

## Originalna epizoda
Epizoda je premijerno objavljena u bivšoj Jugoslaviji u Strip zabavniku tokom 1981-2. godine, u pet nastavaka od kojih je svaki imao po 12 strana. Prvi deo izašao je u #64. Epizodu je nacrtao Branislav Kerac, a scenario napisao Toza Obradović. Ostali delovi epizode objavljeni su brojevima 66, 68, 70 i 72. Autori su radna epizodi počeli još 1980. godine, a dovršili je 1981.

## Korice
Za korice epizode uzeta je 1. strana 5. dela epizode.

## Kratak sadržaj
Veliki Blek je optužen za ubistvo pukovnika Vilijamsa, važnog čoveka u pokretu rodoljuba. Preki sud ga je osudio na smrt. Rodi i Profesor mu pomažu da pobegne iz zatvora. Blek odlazi u Grinvil da razreši ko mu je namestio ovu spletku. Ni ne sanja kakva osoba stoji iza svega.

## YU Blek Baneta Kerca
Grupa domaćih autora počela je da radi na projektu YU Blek 1978. godine. (Prva epizoda, Gužva u Bostonu, objavljena je u LMS-300). Kerac u početku nije želeo da radi na Bleku, jer je lik bio previše šabloniran. Kasnije je pristao, ali pod uslovom da ima slobodu da kreira lik van šablona. Kerac je uradio ukupno tri epizode Velikog Bleka od koje su dve objavljene u Strip zabavniku 1981-1982. godine. Treća (nacrtana u saradnji s Pavelom Kozom) pod nazivom Izgubljena dolina objavljena je premijerno 2015. godine u Italiji, a tek 2023. u Srbiji. Kerac je radio i kao kolorista i setup dizajner za epizodu Kradljivci krzna, koja je 1986. godine objavljena kao album sa samolepljivim sličicama.

## Prethodna i naredna sveska LMS
Prethodna sveska LMS bila je Kit Teler Tunel smrti (#1017), a naredna iz serijala Priče Lizerijum (#1019).